# Herdis McCrary
Herdis (Hurdis) William McCrary (* 9. Juni 1904 in Bicknell, Indiana, USA; † 5. November 1981 in Green Bay, Wisconsin) war ein American-Football-Spieler. Er spielte unter anderem als Runningback in der National Football League (NFL) bei den Green Bay Packers.

## Laufbahn
Herdis McCrary studierte von 1926 bis 1928 an der University of Georgia. Dort war er als Leichtathlet und American-Football-Spieler aktiv. In allen drei Jahren wurde er von seinem College für seine sportlichen Leistungen ausgezeichnet.

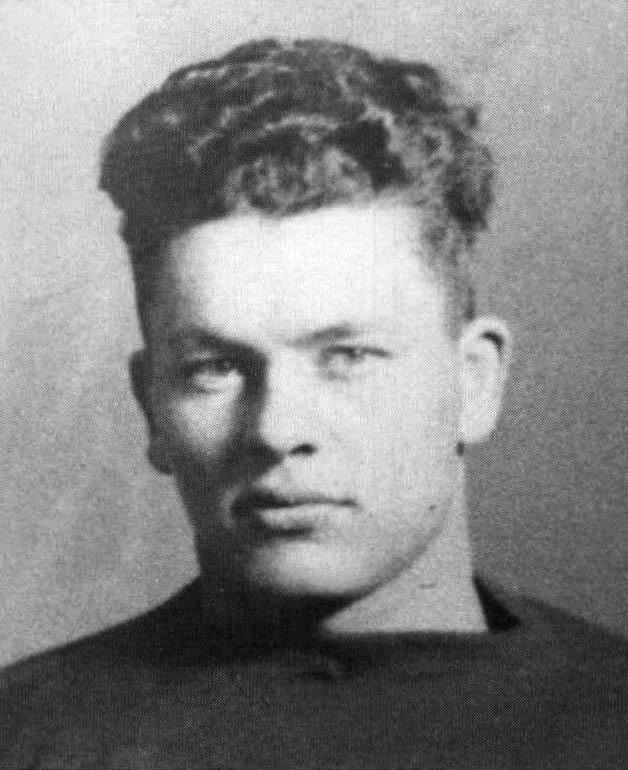
Curly Lambeau

Im Jahr 1929 wurde er von den Green Bay Packers verpflichtet, die von Curly Lambeau trainiert wurden. Wie für die damalige Zeit üblich spielte McCrary für die Packers auf verschiedenen Positionen. In den Reihen des Teams aus Wisconsin standen zahlreiche All-Pro-Spieler wie LaVern Dilweg, John McNally, Cal Hubbard oder Mike Michalske. Bereits in seinem Rookiejahr konnte McCrary mit seinem Team die NFL Meisterschaft gewinnen. McCrary hatte an dem Titelgewinn einen entscheidenden Anteil. Zum Saisonhöhepunkt standen sich am 24. November 1929 die Packers und die New York Giants gegenüber. Beide Mannschaften hatten zuvor kein Spiel verloren. McCrary fing noch in der ersten Halbzeit einen Pass von Verne Lewellen und konnte diesen zu einem Touchdown verwerten. Die 7:0-Führung sollten die Packers bis zum Spielende nicht mehr hergeben. Sie gewannen das Spiel letztendlich mit 20:6 und blieben in dieser Saison ungeschlagen. In den folgenden beiden Jahren konnten die Packers ihren Titel verteidigen. Nach der Saison 1933 beendete McCrary seine Laufbahn.
Herdis McCrary starb im Jahr 1981. Er ist auf dem Fort Howard Memorial Park in Green Bay beerdigt.